# Atypophthalmus thaumastopyga
Atypophthalmus thaumastopyga är en tvåvingeart som först beskrevs av Alexander 1961.  Atypophthalmus thaumastopyga ingår i släktet Atypophthalmus och familjen småharkrankar.
Artens utbredningsområde är Madagaskar. Inga underarter finns listade i Catalogue of Life.